# Социалистическа партия на Македония
Социалистическата партия на Македония (на македонска литературна норма: Социјалистичка партија на Македонија) е политическа партия в Северна Македония, основана на 22 септември 1990 година. Неин председател е Люпчо Димовски.

## История
Социалистическата партия на Македония е наследник на югославския македонски еквивалент на Отечествения фронт, който се нарича Народно-освободителен фронт на Македония, а от 1953 г. - Социалистически съюз на работния народ на Македония. През 1990-1991 г. той се преобразува в Социалистическа партия на Македония. 
Първият председател на партията от 1991  до смъртта си през 1995 г. е Киро Поповски, а вторият -  от 25 май 1996 г. до смъртта си през ноември 2020 г. - Любисав Иванов.
Социалистическата партия на Македония от 2003 г. е в съюз с ВМРО-ДПМНЕ, ръководена от Никола Груевски. През 2006-2017 г. участва в нейните коалиционни правителства, а през 2017-2024 г. е в опозиция.
На парламентарните избори през 2008 година партията е част от коалиция „За по-добра Македония“, в която получава 3 места в македонския парламент на парламентарните избори. През 2011 година като част от същата коалиция партията отново получава 3 места.
След смъртта на Любисав Иванов-Дзинго на партиен конгрес на 16 януари 2021 г. Люпчо Димовски е избран за председател на партията.
През 2024 г. СПМ се връща в управлението, като от 24 юни 2024 г. нейният лидер Люпчо Димовски става вицепремиер с ресор, отговарящ за политическата система.